# 아이즈미정
아이즈미정(일본어: 藍住町)은 일본 도쿠시마현 북동부에 있는 이타노군의 정이다.
인구가 3만 명 이상으로 현내의 정 중에서는 최대 인구이다. 또 주민 평균 연령이 38.73세로 젊은 것도 특징이다. 그 외 동부에는 무로마치 시대의 아와국 슈고 호소카와씨, 미요시씨가 본거지로 한 쇼즈이성터가 남아 있다.

## 지리
요시노강 북부에 위치해 그 영향으로 구릉지는 거의 없는 평탄한 정이다. 도쿠시마시 중심부에서 약 7~8km 떨어져 있다. 그러한 좋은 입지 덕에 베드타운으로 개발이 진행되어 최근 10년 간 인구 증가율은 10%로 기타지마, 이시이와 함께 도쿠시마현에서 발전하고 있는 정이다. 또 남북으로 두 개의 우회도로가 개통하고 특히 동서를 달리는 도쿠시마현도 29호 도쿠시마 순환선(도쿠시마 환상 도로)을 따라 대형 점포의 입지가 현저하다.

### 인접한 자치체
- 도쿠시마시
- 나루토시
- 이타노군 이타노정, 기타지마정, 가미이타정

## 역사
- 1955년 - 아이조노촌, 스미요시촌이 합병해 아이즈미정이 되었다.

## 교통

### 철도
- 시코쿠 여객철도 고토쿠선

### 도로
- 도쿠시마 자동차도